# 500 (liczba)
500 (pięćset) – liczba naturalna następująca po 499 i poprzedzająca 501.

## W matematyce
- 500 jest liczbą Harshada[1]
- 500 jest liczbą potężną[2]
- 500 jest liczbą praktyczną[3]
- 500 należy do trzynastu trójek pitagorejskich (140, 480, 500), (176, 468, 500), (300, 400, 500), (375, 500, 625), (500, 525, 725), (500, 1200, 1300), (500, 2475, 2525), (500, 3105, 3145), (500, 6240, 6260), (500, 12495, 12505), (500, 15621, 15629), (500, 31248, 31252), (500, 62499, 62501).

## W nauce
- galaktyka NGC 500
- planetoida (500) Selinur

## W kalendarzu
Zobacz też co wydarzyło się w roku 500, oraz w roku 500 p.n.e.